# Кольори всередині
«Кольори всередині» (яп. きみの色, Kimi no Iro, букв. «Твій колір») — японський анімаційний драматичний фільм 2024 року від режисерки Наоко Ямади та анімаційної студії Science Saru. Вийшов на екрани японських кінотеатрів у серпні 2024 року.

## Сюжет
Старшокласниця Тоцуко сприймає людей як кольори, і особливо її захоплює колір, який вона бачить у своїй однокласниці Кімі. Супроводжуючи Кімі до книжкового магазину вживаних книг, Тоцуко випадково натякає, що вміє грати на фортепіано. Це призводить до того, що вона приєднується до групи з Кімі, яка вміє грати на гітарі, і хлопчика — Руї, який збирає музичне обладнання та грає на терменвоксі. Дружба тріо стрімко розвивається, коли вони пишуть музику, але при цьому стикаються з домашніми проблемами.

## Озвучування
| Персонаж        | Японською       | Англійською     |
| --------------- | --------------- | --------------- |
| Кімі Сакунага   | Акарі Такаїші   | Кайлі Макнейл   |
| Тоцуко Хігураші | Саю Судзукава   | Ліббі Рю        |
| Руї Кагехіра    | Тайсей Кідо     | Едді Лі         |
| Сестра Хійошіко | Юі Арагакі      | Ейлін Стівенс   |
| Саку Момочі     | Ясуко           | Хінано Кузукава |
| Шіхо Нанакубо   | Аой Юкі         | Іден Харкер     |
| Суміка Яцушіка  | Мінако Котобукі | Максін Вондерер |
| Шіно Сакунага   | Кейко Тода      | Лані Мінелла    |

У листопаді 2022 року в інтерв'ю Anime News Network, Наоко Ямада заявила що працює над новим фільмом із студією Science Saru. Вже у грудні було оголошено назву фільму; також було оголошено, що сценарій напише Рейко Йошіда, а музику — Кенсуке Ушіо.

### Випуск
Спочатку фільм мав вийти в кінотеатрах Японії в четвертому кварталі 2023 року, але у серпні Toho оголосили, що вихід фільму відкладено до 2024 року. В червні 2024 року на Міжнародному фестивалі анімаційних фільмів в Ансі відбулася премє'ра фільму. На екрани японських кінотеатрів фільм вийшов 30 серпня 2024 року.
На міжнародному рівні Encore Films випустила фільм в Індії 22 листопада 2024 року. GKIDS випустили фільм 24 січня 2025 року в кінотеатрах Північної Америки з англійським дубляжем. У Великій Британії прем'єра відбулася 31 січня 2025 року компанією Anime Limited. В Україні премʼєра фільму відбулась 26 червня 2025 року, дистрибʼютор — KyivMusicFilm.

### Манґа
Адаптація фільму у вигляді манги, написаної та проілюстрованої Санамі Судзукі, випускається на веб-сайті Kadokawa Shoten Comic Newtype з 16 липня 2024 року.

## Сприйняття

### Відгуки критиків
На веб-сайті агрегатора рецензій Rotten Tomatoes 94 % із 32 відгуків критиків є позитивними із середньою оцінкою 7,5/10. Консенсус веб-сайту стверджує: «Розкішний у своїй палітрі та звучанні, фільм об'єднує гурт, щоб створити калейдоскопічне свято людського зв'язку». На сайті Metacritic, який використовує середньозважену оцінку, фільм має оцінку 74 зі 100 на основі 12 критиків, що вказує на «загалом схвальні» рецензії.

### Нагороди
У 2024 році на Шанхайському міжнародному кінофестивалі фільм отримав нагороду «Золотий кубок» за найкращий анімаційний фільм. Він поділив приз глядацьких симпатій з Memoir of a Snail на 7-му кінофестивалі Animation Is Film.